# Церковь Казанской иконы Божией Матери (Будённовск)
Церковь Казанской иконы Божией Матери в городе Будённовске Ставропольского края — приходская церковь Будённовского благочиннического округа Георгиевской и Прасковейской епархии Русской православной церкви.
Престольный день: 4 ноября.

## Историческая справка
Молитвенный дом в честь Казанской иконы Божией Матери в городе Святой Крест (ныне Будённовск) был построен на средства общества в 1895 году и освящён 22 октября 1898 года. До 1900 года храм являлся приписным к церкви Вознесения Господня в селе Прасковея. В 1930-е годы был закрыт советской властью. Единственный храм города Будённовска, не разрушенный большевиками. Вновь был открыт в конце 1960-х годов.

## Внешнее и внутреннее убранство
Деревянный храм светло-синего цвета на коричневом каменном фундаменте. Крыша покрыта железом. На крыше один барабан, украшенный по бокам образами святых и увенчанный главкой в форме луковицы небесного цвета, украшенной золотыми звездами. Луковицу венчает восьмиконечный крест.
В храме престол один, освящен во имя Казанской иконы Божией Матери. Есть иконостас и много икон.

## Святыни
- особо чтимая икона Божией Матери «Святокрестовская»
- икона с частицей мощей благоверного великого князя Михаила Тверского

## Клир
- Митрофорный протоиерей Ириней Лукьянов (настоятель).
- Иерей Лев Гиль.
- Иерей Дионисий Габдулин.

## Адрес
Адрес: 356800, Ставропольский край, город Будённовск, улица Кумская, 76. Телефон: (865-59) 4-35-37.